# Raiffeisenbank im Allgäuer Land
Die Raiffeisenbank im Allgäuer Land ist eine Genossenschaftsbank mit Sitz in Dietmannsried. Ihr Geschäftsgebiet umfasst die Landkreise Oberallgäu, Ostallgäu sowie das Unterallgäu.

## Geschichte
Auf Initiative des Sanitätsrates Franz Eberler gründeten 57 Altusrieder Bürger am 14. Mai 1905 den Darlehenskassenverein Altusried. Im Verlauf der Jahre fusionierten zahlreiche kleine Ortsbanken mit ihren Nachbarbanken, um größere Einheiten zur technischen und wirtschaftlichen Abwicklung des Bankgeschäfts zu bilden. Zuletzt fusionierte im Jahr 2016 die Raiffeisenbank Haldenwang eG mit der Raiffeisenbank im Allgäuer Land eG.

## Geschäftsbereiche

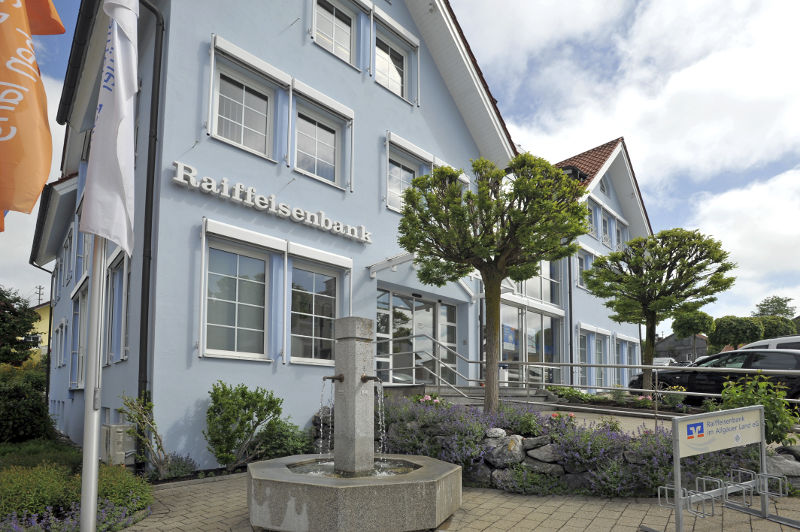
Geschäftsstelle in Dietmannsried

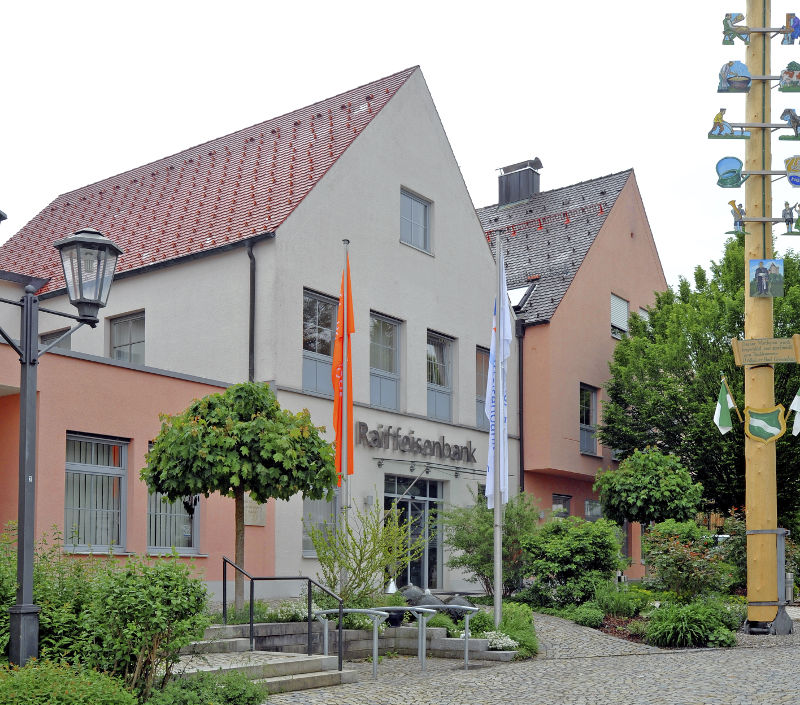
Geschäftsstelle in Bad Grönenbach

Die Raiffeisenbank im Allgäuer Land eG betreibt das Bankgeschäft mit überwiegend Privat- und Firmenkunden aus ihrem Geschäftsgebiet als Universalbank mit insgesamt 21 Geschäftsstellen:
- Marktbereich Altusried
- Marktbereich Bad Grönenbach
- Marktbereich Dietmannsried
- Marktbereich Durach-Sulzberg
- Marktbereich Haldenwang
- Marktbereich Obergünzburg

Sonstige Geschäftsbereiche
- Raiffeisenstiftung im Allgäuer Land (seit 2011): Förderung von Gemeinsinn und Heimatpflege, sowie Unterstützung sozialer, gemeinnütziger und karitativer Einrichtungen im Geschäftsgebiet der Bank.

Tochtergesellschaften:
- Raiffeisen-Waren GmbH, Bad Grönenbach
- Raiffeisen-Immobilien GmbH im Oberallgäu, Sulzberg
- Raiffeisen Handels GmbH, Sulzberg